# Cristoforo Maroni
Cristoforo Maroni, le cardinal d'Isernia (né à Rome, Italie, et mort le 4 décembre 1404 à Rome) est un cardinal italien de la fin du XIVe siècle et du début du XVe siècle.

## Repères biographiques
Cristoforo Maroni est élu évêque d'Isernia et Venafro en 1387.
Le pape Boniface IX le crée cardinal lors du consistoire du 18 décembre 1389. Le cardinal Maroni est nommé archiprêtre de la basilique Saint-Pierre en 1397 et prieur commendataire de l'abbaye de Ss. Alessio e Bonifazio all'Aventino à Rome.
Avec les cardinaux Francesco Carbone et Bartolomeo Carafa, il est arbitre dans le conflit entre le pape Boniface IX et le prince romain Paolo Savelli, sur le gouvernement de plusieurs châteaux.
Le cardinal Marconi participe au conclave de 1404, lors duquel Innocent VII est élu.